# Pedra Bonita (romance)
Pedra Bonita é um romance de José Lins do Rego publicado em 1938. A obra relata uma imagem de um Nordeste sofrido. Narra a história de uma humilde vila (a Vila do Açu), de um santo (o padre Amâncio), de lutas, heróis, além do cangaço, que também é citado na obra.

## Sinopse
Conta a história do menino Antônio Bento, que é levado pela mãe, D. Josefina, por causa da seca, para ser cuidado pelo padrinho, o Padre Amâncio na Vila do Açu, bem próxima a Pedra Bonita. O padre tenta colocá-lo em um seminário, mas não consegue. Então Antonio Bento torna-se coroinha do padrinho. Porém Bento era mal visto no povoado, principalmente por ser da Pedra Bonita, e ter um irmão cangaceiro e outro fanático. Por fim acaba ficando em dúvida entre os ensinamentos de seu padrinho (o padre Amâncio) e a superstição de seu povo.